# Tasa de transferencia efectiva
La tasa de transferencia efectiva (en inglés throughput) es el volumen de trabajo o de información neto que fluye a través de un sistema, como puede ser una red de computadoras.
Es particularmente significativo en almacenamiento de información y sistemas de recuperación de información, en los cuales el rendimiento se mide en unidades como accesos por hora.
La tasa de transferencia también se define como la velocidad real de transporte de datos a través de una red telemática, la cual normalmente se mide en megabits por segundo y siempre será inferior al ancho de banda.